# Sinclair Smith
Sinclair Smith (ur. 1899 w Chicago, zm. 1938) – amerykański astronom.

## Życiorys
Otrzymał stopień magistra w California Institute of Technology w 1921 i doktorat w tej samej uczelni w 1924.
Jego obserwacje gromady w Pannie były jednymi z pierwszych które sugerowały istnienie ciemnej materii.